# Штетербург, Герхард фон

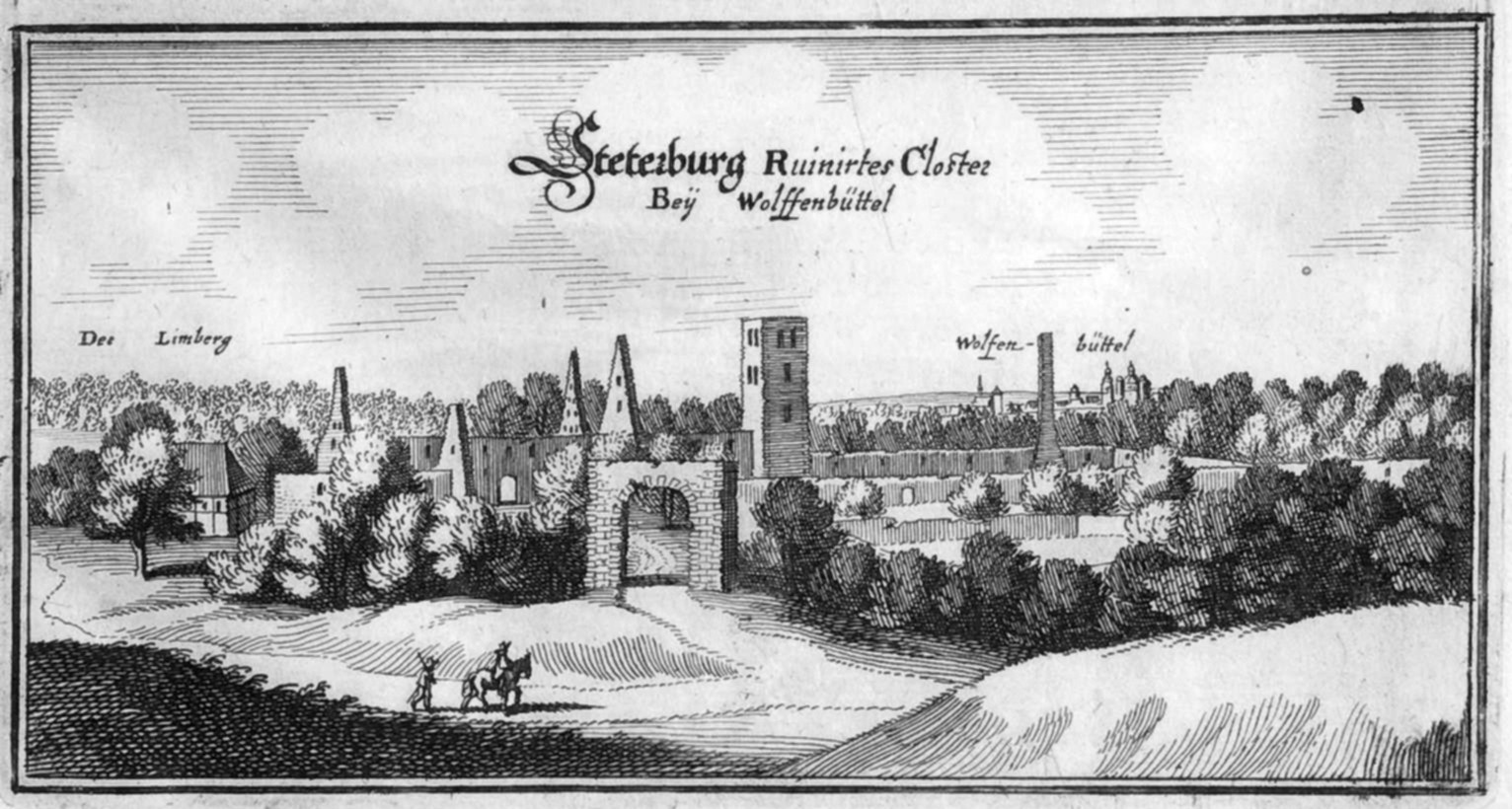
Вид на Штетербургское аббатство в 1654-1658 гг. Гравюра Маттеуса Мериана

Герхард фон Штетербург, или Герхард Штетербургский (нем. Gerhard von Steterburg, лат. Gerhardus Stederburgensis, или Gerardus Praepositus Stederburgensis; 1132 или 1133 — 21 сентября 1209) — немецкий хронист, пробст женского Штетербургского аббатства регулярных каноников близ Вольфенбюттеля, автор «Штетербургских анналов» (лат. Annales Stederburgenses) или хроники (лат. Chronicon Stederburgense).

## Биография
Являлся родственником, возможно, племянником Герхарда фон Рихенберга, до 1142 года служившего пробстом в Рейхенбергском монастыре бенедиктинцев близ Гослара, а затем получившего ту же должность в Штетербургском аббатстве женской общины регулярных каноников (впоследствии августинцев) близ Вольфенбюттеля (совр. Зальцгиттер, Нижняя Саксония), подчинявшемся Хильдесхаймской епархии. В монастырской традиции принято называть дядю Герхардом I, а племянника — Герхардом II. 
Начиная с семи лет воспитывался в Рейхенбергском монастыре своим дядей-настоятелем, после его смерти в 1150 году служил там келарем, а с 1155 года — каноником. 21 декабря 1163 года был избран пробстом Штетербургского аббатства, и в январе 1164 года утверждён в своей должности епископом Хильдесхайма Германом.
Приняв в свои руки управление Штетербургской обителью в состоянии упадка, сумел немало сделать для восстановления её имущественных прав, приумножив монастырские запасы и защитив её земли от грабежей и претензий со стороны соседей. В 1165 году заложил в монастыре кафедральный собор. Также отстроил и отремонтировал монастырские здания, укрепил в Штетербурге дисциплину, утвердив правила Устава Святого Августина. В частности, введены были обязательный обряд пострижения монахинь, которым запрещены также были владение личным имуществом, нарушение обета безбрачия и возврат к мирской жизни. 
Монастырь в Штетербурге серьёзно пострадал во время войны его покровителя герцога Саксонии Генриха Льва с Фридрихом Барбароссой, последовавшей за капитуляцией императора перед папой Александром III и заключением им невыгодного Венецианского мира с ломбардскими городами (1177), немалые трудности он пережил и в 1190—1191 годах. Но каждый раз деятельному пробсту удавалось восстановить положение обители, главным образом благодаря своему авторитету у представителей церковных и светских властей, в том числе представителей династии Вельфов. В марте 1194 года участвовал в переговорах императора Генриха VI с Генрихом Львом, состоявшихся в пфальце Тилледа в горах Кифхойзер, поддерживая престарелого герцога, на пути к месту встречи упавшего с лошади в горах Гарца.
После смерти в августе 1195 года Генриха Льва, вероятно, не получил должного расположения со стороны нового герцога Саксонии Бернхарда, младшего сына маркграфа Бранденбурга Альбрехта Медведя, удалившись в аббатство, где занялся литературными трудами.
Умер 21 сентября 1209 года в своей обители, где и был похоронен.

## Сочинения
Составленная им латинские «Штетербургские анналы» (лат. Annales Stederburgenses), или «Штетербургская хроника» (лат. Chronicon Stederburgense, в основном посвящены истории аббатства, но содержат также важные известия по истории Священной Римской империи и германских земель, особенно за последние годы XII века. 
События в анналах излагаются начиная с основания в 1000 году дочерью графа Альтмана фон Ольсбурга Фредерундой (ум. 1020) Штетербургского женского аббатства, выстроенного на месте обветшавшего замка X века Штедербург, получения им в 1002 году охранной грамоты от императора Оттона III и утверждения в 1007 году монастырского устава Генрихом II Святым. Последний утверждал изначальные принципы жизни женской общины Штетербурга, в которой большинство монахинь постоянно не жили в кельях, не носили рясы, предпочитая ей мирскую одежду. Им также дозволена была частная собственность, возврат к мирской жизни и даже вступление в брак. 
Начиная с 1008 года, и вплоть до поставления в 1142 году пробстом монастыря Герхарда фон Рихенберга, погодные сообщения анналов становятся очень краткими, лишь упоминая важнейшие события церковной и мирской истории. Последующий рассказ о деятельности Герхарда I, сумевшего на время наладить жизнь обители, вновь сменяется краткими погодными записями, и лишь начиная с 1163 года, когда монастырь возглавляет сам автор, сообщения становятся более содержательными, подробно описывая его реформаторскую деятельность, опиравшуюся на принципы Устава Св. Августина.  
Начиная с 1177 года, в центре внимания автора анналов оказываются не столько церковные, сколько политические события его времени, в которых он порой принимал личное участие, в первую очередь деятельность герцога Саксонии Генриха Льва, в том числе борьба его с пфальцграфом Баварии Оттоном Рыжим, императором Фридрихом I и его преемником Генрихом VI. Как очевидец, подробно описывает Герхард II обстоятельства переговоров Генриха Льва с последним в 1194 году, а также получения им травмы на пути к встрече с императором. Смертью Генриха Льва, последовавшей 6 августа 1195 года, анналы и заканчиваются.
Перу Герхарда фон Штетербурга принадлежит также биография его дяди Герхарда фон Рихенберга и ряд богословских сочинений, которые не сохранились. 
В первой четверти XIV века анналы Герхарда были дополнены в Штетербурге анонимным продолжателем сообщениями до 1311 года, а между 1315 и 1319 годами скопированы монастырскими переписчиками и переплетены в сборник вместе с копиями монастырских документов и выдержками из других анналов и хроник. Единственная рукопись этого сборника, относящаяся к XIV веку (VII B Hs Nr. 365, f. 17-104), находится в Государственном архиве Нижней Саксонии (Вольфенбюттель).
Первое неполное издание «Штетербургских анналов» было выпущено в 1614 году в Хельмштадте историком Иоганном Генрихом Мейбомом, и в 1688 году переиздано там же в сборнике «Rerum Germanicarum». В 1707 году Готфрид Вильгельм Лейбниц включил их в первый том своего собрания латинских источников по истории Верхней и Нижней Саксонии «Историки Брауншвейга» (лат. Scriptores rerum Brunsvicensium), вышедший в Ганновере. Комментированную научную публикацию анналов подготовил в 1859 году для 16 тома «Monumenta Germaniae Historica» немецкий историк-медиевист Георг Генрих Перц.

## Издания
- Cerhardi Praepositi Stederburgensis. De Henrici Leonis Baioariae et Saxoniae ducis postremis rebus gestis beatoque ex hac vita excessu historica narratio, nunc primum euulgata cum notis Henrici Meibomii. — Helmaestadii: Excudebat Iacobus Lucius,1614. — 44 p.
- Chronicon Stederburgense cui inferta Cerhardi Praeposita // Scriptores rerum Brunsvicensium: Illustrationi inservientes, antiqui omnes... cura Godefride Guilielmi Leibnitii. — Volume I. — Hanoverae: Nicolai Foersteri, 1707. — pp. 849–870.
- Annales Stederburgenses auctore Gerhardo, hrsg. von Georg Heinrich Pertz // Monumenta Germaniae Historica. — Tomus XVI. — Hannover, 1859. — pp. 197–231. — (Scriptores in Folio).
- Die Chronik von Stederburg, übers. von E. Winkelmann. — Berlin: Franz Duncker, 1866. — viii, 72 s.